# 알로하 스타디움
알로하 스타디움(Aloha Stadium)은 미국 하와이주 호놀룰루에 소재하는 경기장이다. 대학 풋볼의 하와이 워리어스의 본거지이다. 1980년 이후 2010년을 제외하고 NFL의 올스타 게임인 프로볼이 개최하는 것으로 유명하며, 그 밖에도 대학 풋볼 볼게임 중 하나인 하와이 볼이 개최되고 있다. 1975년부터 2001년까지 메이저 리그 베이스볼팀인 샌디에이고 파드리스의 시범경기와 정규시즌 경기 일부를 개최했다.